# 오르티잔 솔로사
오르티잔 솔로사(인도네시아어: Ortizan Solossa, 1977년 10월 28일 ~ )는 인도네시아의 전 축구 선수이다.

## 클럽 경력
1998년 페르시푸라 자야푸라 선수가 되었다. 1999년 PSM 마카사르에 이적하였다. AFC 챔피언스리그 2004 조별 예선에서 1골을 기록했다.
2005년 페르시자 자카르타에 이적하면서 리가 인도네시아 프리미어 디비전 결승전에서 친정팀이자 대전 상대팀 페르시푸라 자야푸라에 동생 보아즈 솔로사가 있었다. 오르티잔은 풀 타임을 소화하였다. 경기는 연장전까지 갔지만 페르시푸라 자야푸라가 승리하였다.
2007년부터 2008년까지 아레마 말랑 소속, 2008년터 다시 페르시푸라 자야푸라에서 활약했지만 2013년에 팀에서 탈퇴하였다.

## 대표 경력
2004년부터 2005년까지 14 경기에 출전해 캄보디아 대표로부터 득점하였다.

## 사생활
솔로사는 파푸아바랏 주에서 유명한 일가인 솔로사 가문에서 태어났다. 솔로사 가문은 축구 가문으로, 동생인 보아즈 솔로사, 네헤미아 솔로사도 축구 선수이다. 또한 삼촌인 자프 솔로사는 파푸아 주지사를 역임한 인물이다.
2013년 센데라와시 대학교에서 경제학 학사를 취득했다.

## 개인 성적

### 대표 성적
| # | 날짜             | 장소                   | 상대     | 득점 | 결과 | 대회            |
| - | ---------------- | ---------------------- | -------- | ---- | ---- | --------------- |
| 1 | 2004년 12월 13일 | 하노이 미딘 국립경기장 | 캄보디아 | 8-0  | 8-0  | 2004년 타이거컵 |